# Andries Sybrand Abbema
Andries Sybrand Abbema (Rhenen, 19 februari 1736 - Utrecht, 26 mei 1802) was een politicus van de Bataafse Republiek.
Abbema promoveerde in 1758 en vestigde zich als advocaat in Utrecht. Tussen 1776 tot 3 juli 1786 was hij lid van de vroedschap en schepen. Omdat hij niet aan de eisen van de exercitiegenootschappen wilde voldoen, werd hij geremoveerd. Toen op 16 september 1787 de oude vroedschap in haar rechten werd hersteld, werd Abbema niet hernoemd en hield zich als ambteloos burger bezig met wetenschap.
Abbema werd in 1795 lid van de Raad van State voor de provincie Utrecht, lid van het 'Comité tot de algemene zaken van het bondgenootschap te Lande', directeur der militaire financiën en commissaris van de Nationale Rekening. In 1801 was hij twee maanden agent van Financiën.
Abbema schreef Mijne bevindingen, gedachten en bedrijven gedurende mijne sessie in de vroedschap der stad Utrecht.
- Biografisch Portaal: 00974607
- Digitale Bibliotheek voor de Nederlandse Letteren: abbe004
- International Standard Name Identifier: 0000 0003 8777 4596
- Nederlandse Thesaurus van Auteursnamen: 06984397X
- Parlement.com: vg09llzlvgty
- Virtual International Authority File: 280734241
- WorldCat: E39PBJrcjCRvqqdt7mGhrHB3wC